# Euphyllia baliensis
Euphyllia baliensis is een rifkoralensoort uit de familie van de Euphylliidae. De wetenschappelijke naam van de soort is voor het eerst geldig gepubliceerd in 2012 door Turak, Devantier & Erdman.